# 40 (číslo)
Čtyřicet je přirozené číslo. Následuje po číslu třicet devět a předchází číslu čtyřicet jedna. Pořadové číslo je čtyřicátý. Římskými číslicemi se zapisuje XL. Tutéž číselnou hodnotu má i hebrejské písmeno mem.

## Chemie
- 40 je atomové číslo zirkonia
- 40 je nukleonové číslo nejobvyklejšího izotopu vápníku

## Umění
- 40 je název písně z alba War irské hudební skupiny U2
- 40 je také název písně skotské hudební skupiny Franz Ferdinand
- počet loupežníků v příběhu Alí Baba a čtyřicet loupežníků v Tisíci a jedné noci

## Náboženství
V Bibli představuje číslo čtyřicet „přípravu“:
- Při potopě světa pršelo 40 dní a 40 nocí,
- 40 dnů pobýval Mojžíš na hoře, než obdržel desky Desatera,
- 40 dnů pobýval Mojžíš na hoře, když připravoval druhé desky Desatera namísto rozbitých,
- 40 dnů strávili Mojžíšovi poslové („zvědové“) v zaslíbené zemi, než se vrátili z průzkumu zaslíbené země
- 40 let žil izraelský národ v poušti, než vstoupil do země zaslíbené,
- 40 ran stanovuje Tóra jako limit pro trest bičování[2] (dle rabínské tradice ve významu <40, maximální počet je tedy 39),
- 40 dnů se Ježíš Kristus postil na poušti, než začal veřejně kázat,
- 40 dnů po vzkříšení se Ježíš zjevoval svým učedníkům, než vystoupil do nebe.
- 40 dní trvá půst od Popeleční středy do Velikonoc.
- 40. den po narození Ježíše navštívila Marie jeruzalémský chrám, aby se podle tradice podrobila očistným obřadům v mikve a přinesla Bohu oběť za prvorozeného syna.

Judaismus, talmud:
- Věk 40 let je věkem porozumění.[3]
- 40 dnů pokání je od začátku měsíce elul do Jom kipur.
- V hebrejštině je číslovka 40 vyjádřena písmenem mem, jež představuje vodu a z kabalistického hlediska proto též očištění a následné obnovení ve vyšším stavu.[4]

Korán:
- Mohamedovi bylo 40 let, když se mu poprvé zjevil archanděl Gabriel
- Člověk je pořádně dospělý, až když mu je 40 let

## Ostatní
- −40° je teplota, která je stejná na stupnici Celsia i Fahrenheita
- Náboj .40 S&W
- 40 let manželství je rubínová svatba
- Mnoho alkoholických nápojů (např. vodka) obsahují zhruba 40 % alkoholu
- Počet týdnů průměrného těhotenství
- V tenise číslo 40 reprezentuje třetí bod
- +40 je mezinárodní telefonní předvolba Romunska

## Roky
- 40
- 40 př. n. l.
- 1940